# Jeanne d’Arc Dijon Handball
Jeanne d’Arc Dijon Handball er en fransk håndboldklub, hjemmehørende i Dijon, Frankrig. Klubben blev etableret i 1970 og ledes af præsidenten Thierry Degorce og har franske Christophe Maréchal som cheftræner. Hjemmekampene bliver spillet i Palais des sports Jean-Michel-Geoffroy. Holdet spiller pr. 2020, i Championnat de France de Handball, hvor de i 2018-19 sæsonen endte på 10. pladsen.